# عزالدین آملی
عزالدین آملی با نام کامل عزٌالدین بن جعفر بن شمس الدین آملی، عالم شیعه، ریاضیدان، سده دهم هجری قمری از مردمان طبرستان بود، عزالدین معاصر شاه طهماسب صفوی و ملازم تاج‌الدین حسن وزیر مازندرانی و همدرس محقق کرکی و ابراهیم قطیفی بود که هر سه از شاگردان علی بن هلال جزائری به شمار می‌رفتند. وی در شهر ساری وفات یافت و در همان‌جا دفن شد.

## آثار
رساله‌ی «حسینیه» با دیباچه و دو باب بیان اعتقادات قلبیّه و ذکر عبادات شرعیه» به نام تاج‌الدین حسن وزیر؛ ترجمه شرح نهج‌البلاغه ابن میثم بحرانی به فارسی به نام آن وزیر؛ لمعه؛ در نکاح دائم و متعه.

## آرامگاه
او به همراه میر حیدر آملی در آرامگاه سه سید آملی مدفون است.